# Polisgrepp
Polisgrepp är i folkmun ett fysiskt grepp, som härstammar från den japanska kampkonsten Jujutsu. Armen på den som skall betvingas, vrids upp på ryggen, och i slutläget uppstår smärta. Greppet används regelmässigt av polis världen över, och är ofta det grepp varifrån handbojor anbringas på personer som grips av polis, därav namnet. Greppet är inom svensk polis godkänt att använda och det benämns då "skulderbrytning".

## Inom polisen
Inom polisen kan de grepptekniker som används kategoriseras som "polisgrepp". Teknikerna finns inom svensk polis dokumenterade i en handbok som heter "Konflikthantering/Självskydd, Handbok i ingripande och självförsvarsteknik".(Polishögskolan/Rikspolisstyrelsen) Handboken byts ut med jämna mellanrum, och den senaste versionen gavs ut 2006. Boken anger de grepptekniker och självförsvarstekniker som primärt skall användas av polisen vid ingripanden. Grepp och tekniker som anges i boken har granskats av rikspolisstyrelsen och rättsmedicinalverket för att vara så skonsamma mot individen som möjligt.